# Loukoumades
Les loukoumádes (en grec : λουκουμάδες, au singulier λουκουμάς ; loukoumas en turc ; lokma ou tulumba en arabe ; zalabia ou luqmat al-qadi (arabe : لقمة القاضي ; perse : بامیه, bamieh) sont une espèce de beignet frit dans une sauce de miel, garni de sésame et de cannelle.